# Townsend (Montana)
Townsend város az USA Montana államában, Broadwater megyében, melynek megyeszékhelye is. Lakosainak száma 1787 fő (2020. április 1.).

## Népesség
A település népességének változása:

| 2010 | 1 878 |
| 2020 | 1 787 |